# Barwala

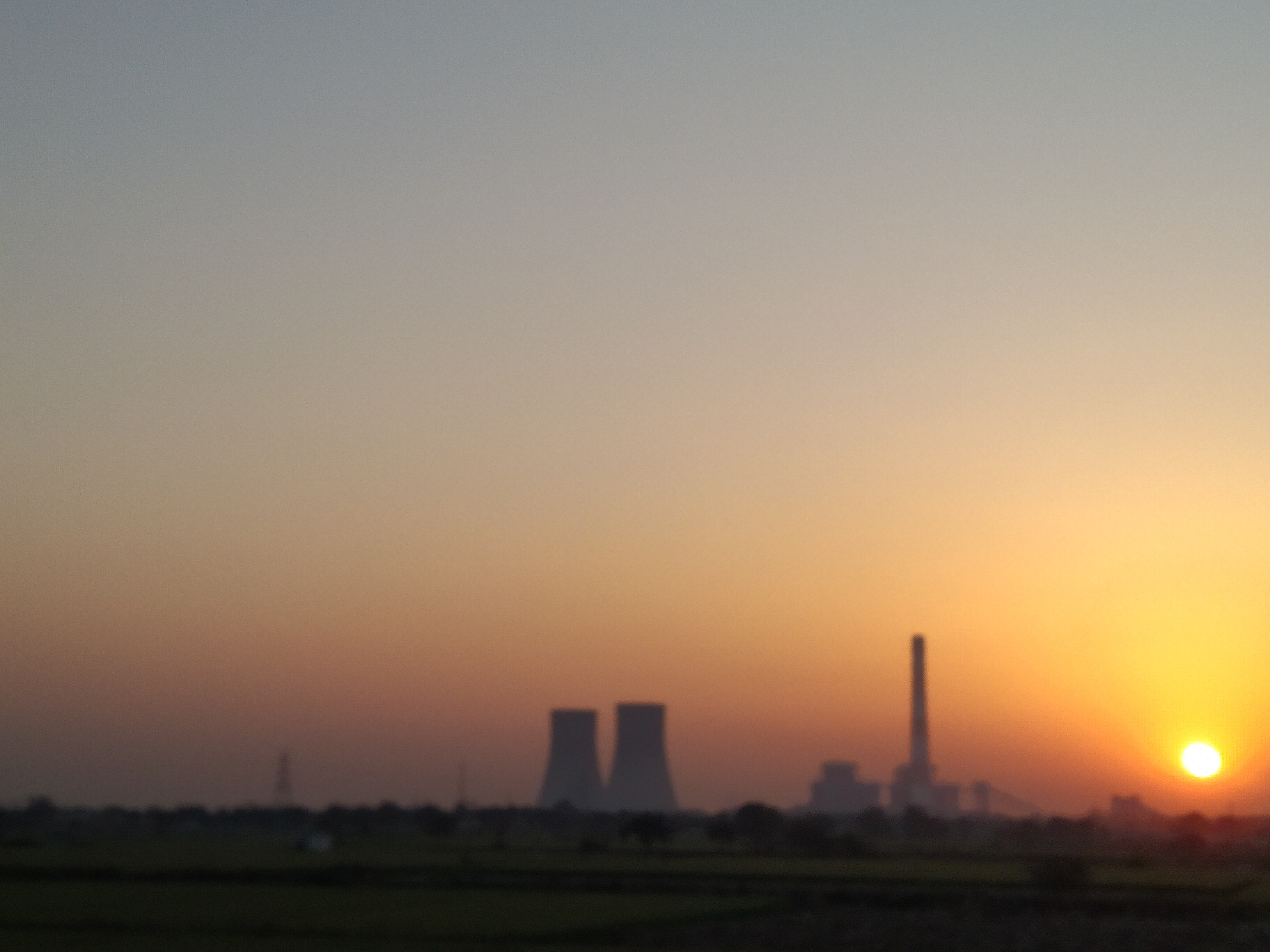
Sunset at Thermal power plant, Barwala,Hisar

Barwala là một thành phố và là nơi đặt ủy ban đô thị (municipal committee) của quận Hisar thuộc bang Haryana, Ấn Độ.

## Địa lý
Barwala có vị trí 29°23′B 75°55′Đ / 29,38°B 75,92°Đ Nó có độ cao trung bình là 214 mét (702 foot).

## Nhân khẩu
Theo điều tra dân số năm 2001 của Ấn Độ, Barwala có dân số 33.130 người. Phái nam chiếm 53% tổng số dân và phái nữ chiếm 47%. Barwala có tỷ lệ 57% biết đọc biết viết, thấp hơn tỷ lệ trung bình toàn quốc là 59,5%: tỷ lệ cho phái nam là 65%, và tỷ lệ cho phái nữ là 48%. Tại Barwala, 17% dân số nhỏ hơn 6 tuổi.